# Великодолинське
Великодоли́нське — селище в Україні, адміністративний центр Великодолинської селищної громади Одеського району Одеської області. Історична назва села — Аккаржа, після приєднання регіону до Російської імперії у 1791 році та виселення корінного населення було заселене німецькими колоністами та у 1802 перейменоване в Ґрос-Лібенталь (нім. Großliebenthal  — «Велика долина кохання»), з 1918 по 1 лютого 1945 року відоме під назвою Велика Аккаржа (статус селища міського типу отримало рішенням виконавчого комітету Одеської обласної ради депутатів трудящих від 2 січня 1957 року), згодом — отримало сучасну назву.

## Історичні відомості
1881 року біля колонії впав великий метеорит, що одержав назву завдяки колонії.
Станом на 1886 рік у німецькій колонії Ґрос-Лібенталь, центрі Ґрос-Лібентальської волості Одеського повіту Херсонської губернії, мешкало 3869 осіб, налічувалося 263 домогосподарства, існували кірха, 2 школи, поштова станція, паровий млин, 6 лавок та 4 винних погреби, відбувався щорічний ярмарок 1 травня.
1869 року колоністи збудували школу. Це був красивий двоповерховий будинок з великим спортзалом, центральним паровим опалення, і, крім того, було дві просторі квартири для вчителів.
1901 року відбулося відкриття районної лікарні на 95 ліжок.
1905 року відкрита школа для дівчат, першою директоркою якої була Емма Акерман, яка до початку 1930-х років викладала німецьку мову та літературу в центральній школі.

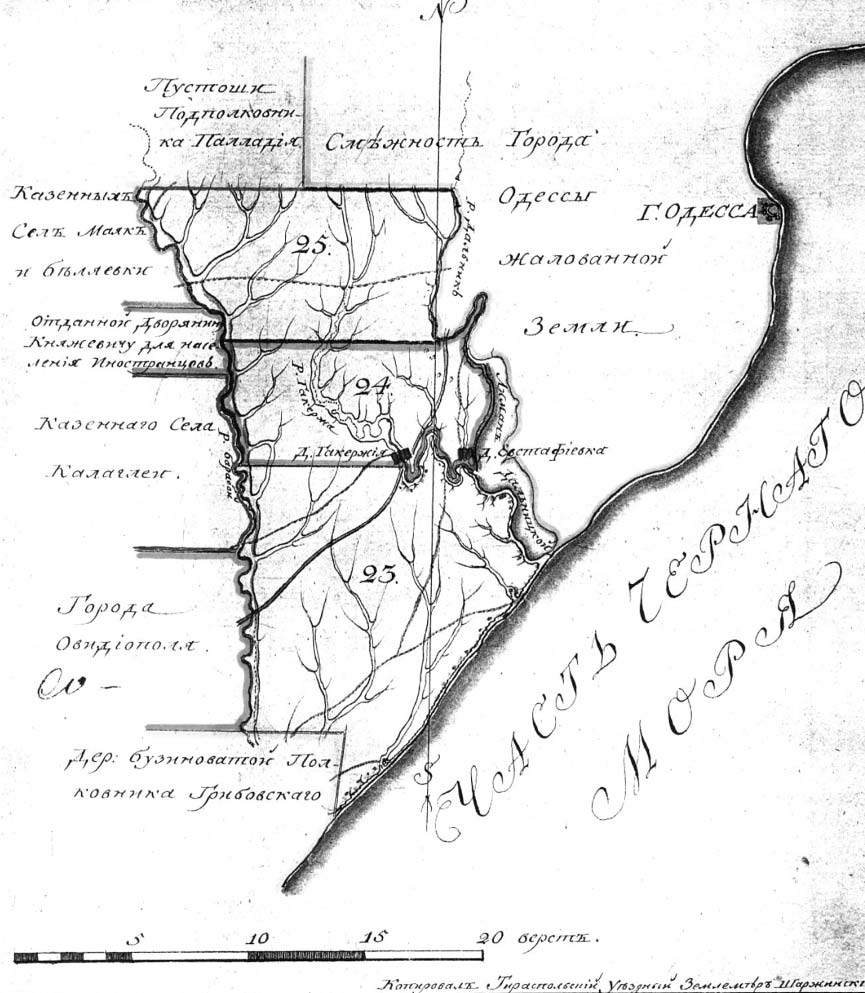
Мапа села Ґрос-Лібенталь, перша половина XIX століття
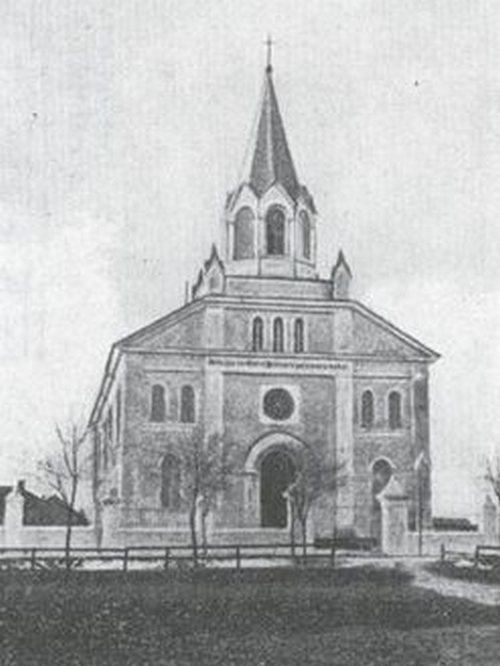
Історичне фото кірхи в Ґрос-Лібенталі
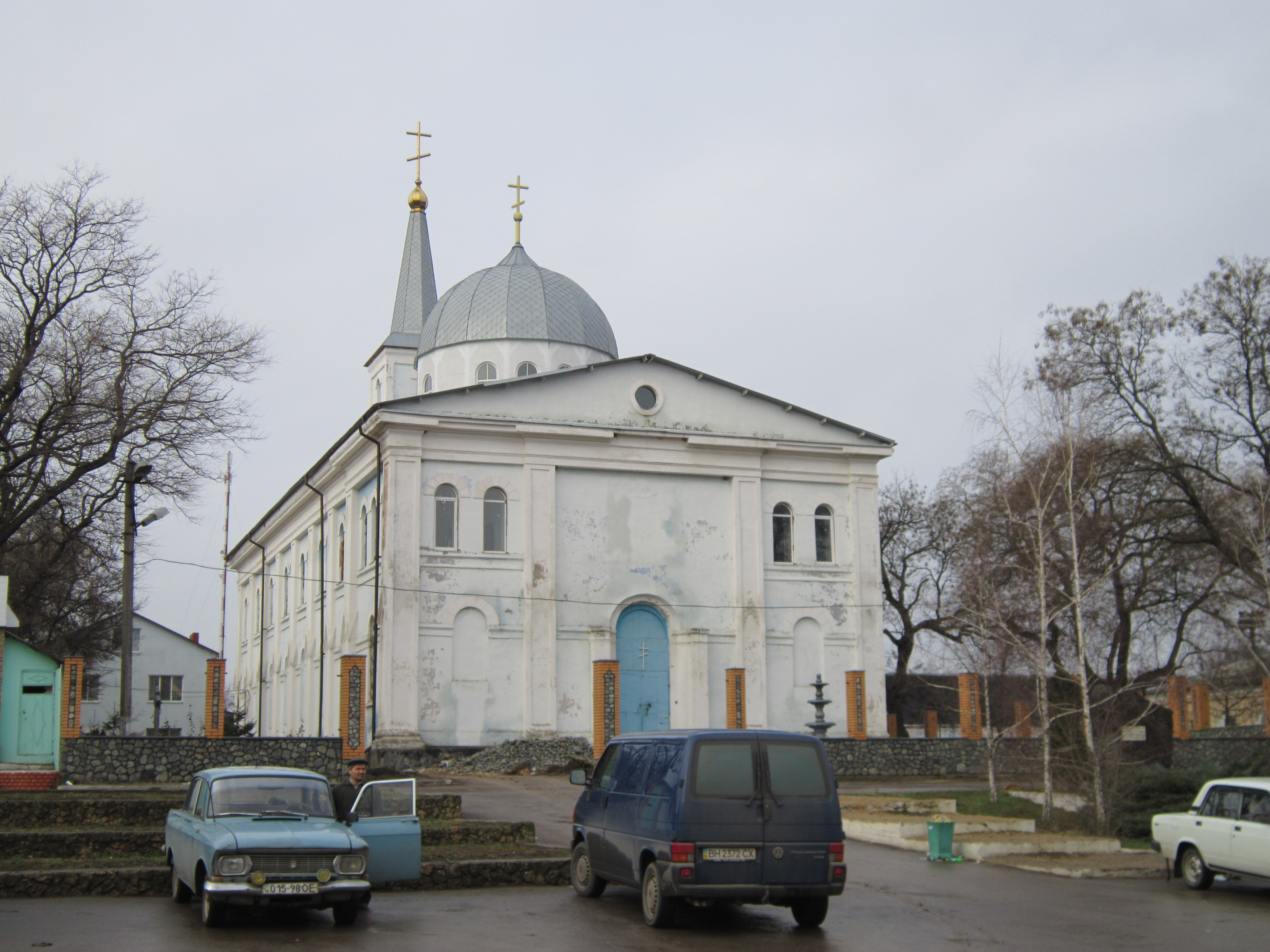
Лютеранська церква

У травні 1919 року на колонію розповсюдилося антибільшовицьке Григор'ївське повстання. Два місяці пізніше Ґрос-Лібенталь став осередком іншого антибільшовицького Аккаржанського повстання, спровокованого продрозкладкою і примусовою мобілізацією в Червону армію.

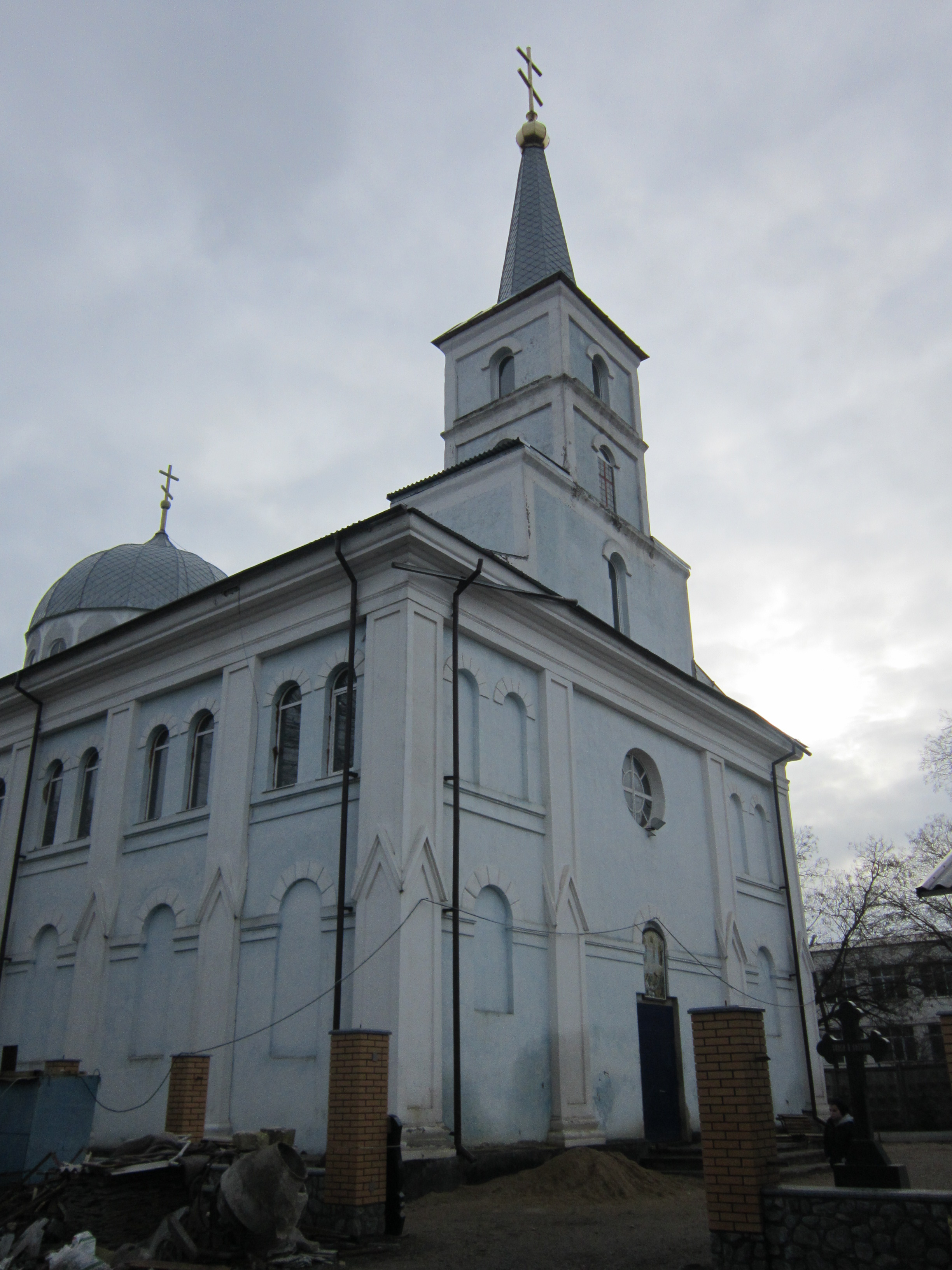
Ґрос-Лібентальська кірха
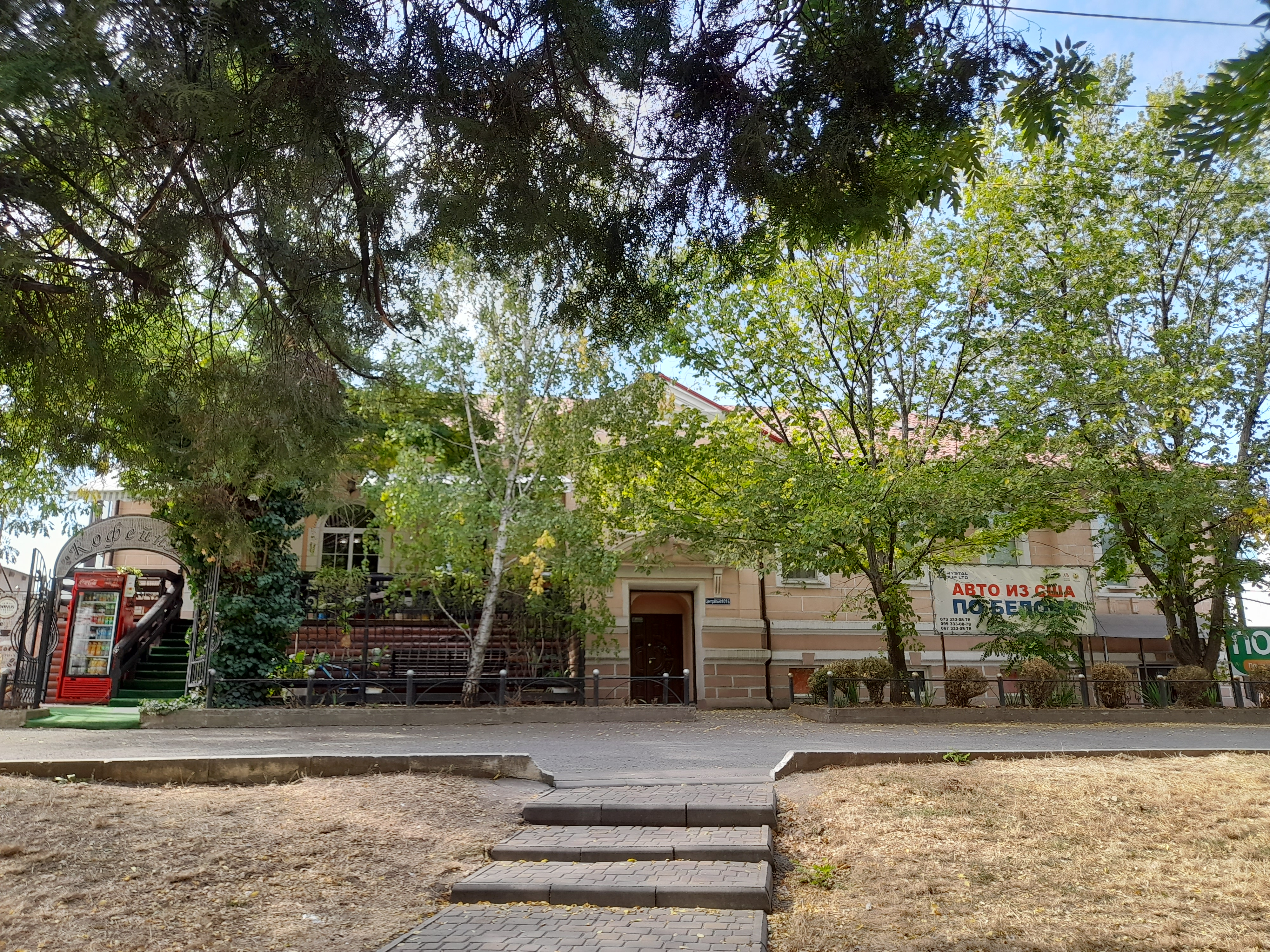
Історичний особняк на вулиці Центральній

17 липня 2020 року, в ході децентралізації, утворена Великодолинська селищна громада.
19 липня 2020 року, в результаті адміністративно-територіальної реформи та ліквідації Овідіопольського району, селище увійшло до складу новоутвореного Одеського району.
26 січня 2024 року в Україні набув чинності Закон № 3285-IX, який передбачає дерадянізацію адміністративно-територіального устрою України, селище міського типу Великодолинське набуло статусу селища.

## Політика

### Парламентські вибори, 2019
На позачергових парламентських виборах 2019 року у селищі функціонували 5 окремих виборчих дільниць № 510673–510677.
Результати
- зареєстровано 10025 виборців, явка 44,31 %, найбільше голосів віддано за «Слугу народу» — 56,83%, за «Опозиційну платформу — За життя» — 20,35 %, за Партію Шарія — 4,77 %[9]. В одномандатному окрузі найбільше голосів отримав Сергій Колебошин (Слуга народу) — 45,34 %, за Василя Гуляєва (самовисування) — 31,34 %, за Сергія Боба (Опозиційна платформа — За життя) — 7,58 %[10].

## Населення
Станом на січень 1989 року чисельність населення становила 10 012 осіб.

### Мова
Розподіл населення за рідною мовою за даними перепису 2001 року:
| Мова            | Кількість | Відсоток |
| --------------- | --------- | -------- |
| українська      | 5980      | 51.51 %  |
| російська       | 5359      | 46.16 %  |
| болгарська      | 60        | 0.52 %   |
| румунська       | 49        | 0.42 %   |
| вірменська      | 39        | 0.34 %   |
| ромська         | 31        | 0.27 %   |
| білоруська      | 25        | 0.22 %   |
| гагаузька       | 17        | 0.15 %   |
| німецька        | 6         | 0.05 %   |
| польська        | 2         | 0.02 %   |
| інші/не вказали | 42        | 0.34 %   |
| Всього:         | 11610     | 100 %    |

## Символіка
Герб та прапор с. Великодолинське затверджено Рішенням селищної ради від 4 вересня 2008 року № 715-В.
Герб має золотий щит. На золотому полі синє виноградне гроно з двома зеленими листками. Щиток: Герб баварський, змішаної тинктури зі срібними і синіми ромбами. На ромбах золота птаха Фенікс.

## Пам'ятки
- Грос-Лібентальська кірха;
- Особняк[d];
- Братська могила[d] 36 радянських воїнів, загиблих при звільненні села 13 квітня 1944 року;

## Відомі особи
- Семенов Євген Петрович (1861—1944) — російський журналіст і політичний діяч, народоволець.
- Бєляєв Костянтин Миколайович[ru] (1934—2009) — російський музикант.
- Кушнір Олег Володимирович (1986—2015) — сержант Збройних сил України, учасник російсько-української війни.